# Pointe de Chavannais
La pointe de Chavannais est un sommet de Haute-Savoie situé dans le massif du Chablais, sur les communes de Mieussy et Bellevaux.